# Mohammed Ahmad Abdallah Salih
Mohammed Ahmad Abdallah Salih (1er février 1978 - 2 juin 2009), de nationalité yéménite, était un détenu du camp de Guantánamo, mort en détention. C'est le sixième détenu mort à Guantanamo.

## Biographie
Il naît au Yémen en 1978.
Selon l'agence de presse AP, Salih aurait rejoint l'Afghanistan en 2001 et combattu les forces de la coalition aux côtés des Talibans et des islamistes liés à Al-Qaïda. Il a été capturé la même année par l'armée américaine à Mazar-e-Sharif . 
Transféré au centre de détention de Guantanamo en février 2002, il a été incarcéré sans chef d'inculpation. 

## Décès
Le 2 juin 2009, Salih a été retrouvé inanimé dans sa cellule. Malgré des tentatives de réanimation du personnel soignant, les médecins n'ont pu que constater son décès. Les causes de sa mort n'ont pas été établies et bien que la piste d'un suicide ait été la plus étudiée, elle pourrait tout aussi bien être due à des ennuis de santé, voire de malnutrition, le suspect étant, selon son avocat, en grève de la faim.
Le corps, rapatrié au Yémen, fait l'objet d'une autopsie.
Selon un avocat, défenseur des détenus yéménites, sa mort serait liée à un sentiment de désillusion après l'espoir suscité par l'élection de Barack Obama en novembre 2008. Salih souffrait en effet de dépression nerveuse, assure l'ONG Human Rights Watch. 